# 上阳武站
上阳武站是一个北同蒲线上的铁路车站，位于山西省原平市上阳武乡，建于1962年，目前为四等站，邮政编码为034113。目前客运：办理旅客乘降；不办理行李、包裹托运；货运：仅办理专用线、专用铁道整车路用货物发到。

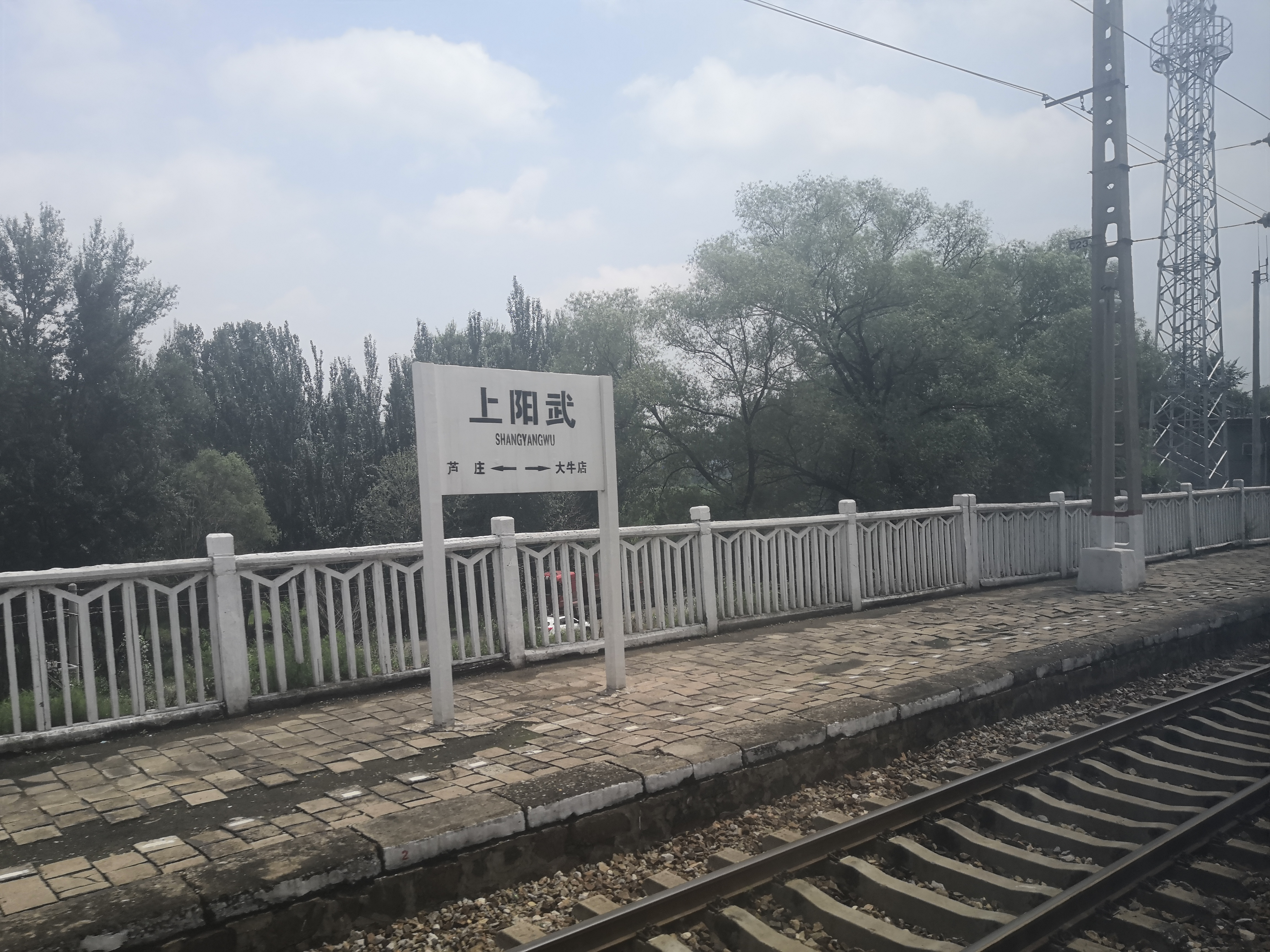
2020年，列车上拍摄的上阳武站站牌